# Cái đuôi dài
"Cái đuôi dài" là một thuyết kinh tế học về hiện tượng trỗi dậy của các thị trường sản phẩm ngách sau thời kì bong bóng dot-com vỡ. Thuật ngữ được Chris Anderson, tổng biên tập tạp chí Wired giới thiệu lần tiên đầu tiên trong cuốn sách “The Long Tail: Why the Future of Business Is Selling Less of More” vào ngày 11 tháng 7 năm 2006.

## Định nghĩa
Trong nửa đầu năm 2004, Chris Anderson đã bắt đầu nghiên cứu và dựng đồ thị về lượng sử dụng của khách hàng trong một tháng của một công ty âm nhạc trực tuyến. Ban đầu, đường cong của đồ thị này giống như bất kỳ đường cong nhu cầu nào khác, được xếp từ lớn đến nhỏ. Một số sản phẩm hit được tải xuống với số lượng lớn ở phần đầu của đồ thị, sau đó nó dốc xuống nhanh với những bài hát kém nổi tiếng hơn. Tại điểm cuối của đường cong, số lượng các bài hát được tải về thấp nhưng không bao giờ chạm 0. Đường cong được kéo dài liên tục.
Trong thống kê học, những đường cong như thế được gọi là "Đường phân phối dài đuôi", bởi vì phần đuôi của nó rất dài so với phần đầu. Anderson đã tập trung nghiên cứu vào Cái đuôi và từ đó thuật ngữ Cái đuôi dài đã được ra đời.
Trong kinh doanh, thuật ngữ đuôi dài được áp dụng cho phân phối kích thước theo cấp bậc hoặc phân phối tần suất xếp hạng (chủ yếu là mức độ phổ biến). Được sử dụng để mô tả chiến lược bán lẻ bán nhiều mặt hàng độc đáo với số lượng tương đối nhỏ cho mỗi khách hàng (đuôi dài) thay vì bán ít mặt hàng phổ biến hơn với số lượng lớn (đầu).
Chi phí phân phối và hàng tồn kho của các doanh nghiệp đã áp dụng thành công chiến lược đuôi dài cho phép họ nhận được một khoản lợi nhuận đáng kể từ việc bán một lượng nhỏ các mặt hàng khó tìm cho nhiều khách hàng thay vì chỉ bán số lượng lớn các mặt hàng phổ biến. Tổng doanh số của số lượng lớn “các sản phẩm không phải hit” này được gọi là "đuôi dài".

## Lược sử Cái đuôi dài
Cái đuôi dài như một hiện tượng của thời đại Internet, thế nhưng khởi nguồn của nó có từ trước khi các công ty trực tuyến như Amazon, eBay thành lập và ngay trước khi cả Web ra đời. Đây là kỷ lục sau thời gian dài thực hiện một chuỗi các cải cách kinh doanh bao gồm những bước tiến trong sản xuất, tìm kiếm, phân phối và bán các sản phẩm.
Cái đuôi dài và những giá để hàng vô tận có nguồn gốc từ cuối thế kỷ 19 và cửa hàng tổng hợp khổng lồ đầu tiên - nơi hàng hóa có sẵn, đa dạng về chủng loại và dễ lựa chọn xuất hiện đầy ắp trên các tấm pallet gỗ, bắt đầu từ Chicago. Tàu hỏa cũng góp phần phổ biến sự đa dạng hàng hóa này thông qua hệ thống tuyến đường xe lửa, trở thành nhân tố làm thay đổi nền kinh tế và văn hóa nước Mỹ. Năm 1893, Richard Sears và bạn đã thành lập một công ty Seas, Roebuck & Co. kinh doanh trong lĩnh vực đồng hồ và các mặt hàng mà một gia đình nông thôn hay một công ty đều cần đến. Công ty cho ra đời cuốn Wish Book 1897 dày 786 trang, trong đó có đầy đủ các loại mặt hàng với giá cả phải chăng. Cuốn danh mục nhỏ như một cuốn danh bạ điện thoại nhưng có đến 200 mặt hàng và chủng loại, được in chữ nhỏ kèm theo 6000 ảnh minh họa. Hàng tuần, cuốn Wish Book 1897 được đưa đến tay những nông dân sống xa các tiệm tạp hóa, hay các cửa hàng trong thành phố. Đồng thời, công ty xây dựng một cơ sở để xử lý các đơn hàng đặt qua bưu điện. Năm 1905, công ty của Sears đã đưa thông tin đến các khách hàng tiềm năng bằng một hình thức "tiếp thị lan truyền" (Viral Marketing) đơn giản nhất, đó là gửi thư tới các khách hàng quen và đề nghị họ phân phát các cuốn catalog tới hàng xóm, bạn bè. Các khách hàng ban đầu sẽ nhận được những phần quà khi mua hàng như lò sưởi, xe đạp,... Nhờ sự kết hợp những kỹ thuật chuỗi cung, giữa hàng hóa có trong kho của cửa hàng, một hệ thống "cửa hàng ảo" của các nhà cung ứng và những người vận chuyển hàng hóa trực tiếp từ nhà máy sản xuất mà công ty đạt dược thành công kỳ diệu.
Thực phẩm là lĩnh vực cải cách tiếp theo. Siêu thị đầu tiên là cửa hàng King Lullen (1930) ở New York, được coi là chất xúc tác cho một thời đại mới của công việc kinh doanh bán lẻ thực phẩm. Tại đây cung cấp nhiều loại hàng hóa với giá thấp hơn và tất cả đều có trong cùng một cửa hàng, tạo điều kiện cho khách hàng trực tiếp lựa chọn sản phẩm từ các giá hàng.
Đến giữa thập niên 70, thẻ tín dụng giúp người dân mua sắm theo nhu cầu và sự ra đời của các cuộc gọi miễn phí đã cho phép việc mua sắm catalog phát triển trở lại, trở thành xúc tác cho sự bùng nổ hình thức mua sắm gia đình. Khác với thời đại thịnh hành các bách hóa khổng lồ có mọi thứ như Sears, xu hướng mua theo catalog sau này tập trung vào các sản phẩm ngách nhiều hơn như các đồ dùng thể thao, quần áo có thương hiệu, mẫu nội thất, đồ đạc ngoài trời, các vật dụng theo sở thích. Công nghệ in màu tạo điều kiện cho các nhà bán lẻ in ra nhiều cuốn catalog trên chất liệu tốt với những hình ảnh gian hàng phong phú và gửi tới các địa chỉ hòm thư định sẵn. Với thẻ tín dụng, điện thoại trong tay thì khách hàng sẽ có ngay mặt hàng mà mình cần chỉ trong 1-2 tuần.
Sự nổi lên của các trang thương mại điện tử trên Web từ đầu những năm 90 giúp công chúng được tiếp cận và đặt mua hàng thuận tiện, dễ dàng với nhiều chủng loại hàng hóa đa dạng với mức giá thấp hơn, mà các nhà cung cấp không cần gửi catalog đến cho khách hàng.Ngày nay, việc mua sắm trên mạng đã vượt xa phương thức mua sắm theo catalog và vẫn đang tiếp tục phát triển với tốc độ cao. Các danh mục hàng hóa vô tận trên trang bán lẻ cho phép các nhà bán lẻ đem lại cho khách hàng nhiều chủng loại hàng hóa và sự thuận tiện, củng cố lòng trung thành của các khách quen với thương hiệu và mở rộng phạm vi ra những khách hàng mới.
Cái đuôi dài có mặt ở khắp mọi nơi, giống như Google áp dụng Đuôi dài trong quảng cáo. Microsoft cũng mở rộng phần đuôi của các video games thành những loại games nhỏ và rẻ tiền hơn. Các dự án phần mềm như Linux và Firefox cũng là những nhân tố đuôi dài trong lập trình hay đầu tư ra nước ngoài lại tận dụng lợi thế về lao động của Đuôi dài. Ngoài ra, còn có "Cái đuôi dài về bia" (Sự phát triển các hãng bia nhỏ), "Cái đuôi dài về thời trang" (thiết kế trang phục theo yêu cầu),...

## Những đặc điểm của thời đại Cái đuôi dài (theo Chris Anderson)
1. Số lượng các sản phẩm ngách rất lớn so với các sản phẩm chủ đạo (hàng đầu). Tỉ lệ này gia tăng khi tư liệu sản xuất trở nên rẻ hơn và dễ tiếp cận hơn.
2. Chi phí sản xuất các sản phẩm ngách giảm đáng kể. Nguyên nhân là do sự phát triển của hình thức phân phối kỹ thuật số, các công nghệ tìm kiếm thông tin và khả năng tiếp cận, sử dụng mạng Internet dễ dàng hơn.
3. Người tiêu dùng được giáo dục về cách tìm kiếm các sản phẩm phù hợp với nhu cầu đa dạng của mình thông qua những kỹ thuật xếp hạng, đề xuất và các bộ lọc sản phẩm.
4. Các bộ lọc giúp phân loại số lượng lớn hàng hóa được sản xuất khiến nhu cầu người tiêu dùng ngày càng đa dạng hơn và làm cho phần đuôi của đường cầu càng tiến về tiệm cận của trục hoành. Điều này đã góp phần làm giảm tương đối sự ưa chuộng của sản phẩm hàng đầu so với các sản phẩm ngách.
5. Số lượng các sản phẩm ngách ngày càng tăng lên. Mặc dù, các sản phẩm ngách không được bán với số lượng lớn, nhưng khi gộp chung các sản phẩm ngách được bán lại sẽ tạo ra một thị trường đủ lớn so với thị trường các sản phẩm hàng đầu.
6. Khi tất cả sản phẩm được tung ra thị trường, hình dạng thực của đường cầu sẽ được hiển thị không bị biến dạng bởi những nút thắt cổ chai của việc phân phối, sự khan hiếm thông tin và hạn chế lựa chọn. Hình dạng của đường cầu chịu ít sự tác động của các sản phẩm hàng đầu hơn và đa dạng hơn như sự phân bố dân cư.

## Động lực của hiện tượng "Cái đuôi dài"
1. Phổ biến hóa các công cụ sản xuất ví dụ như máy tính cá nhân đối với các sản phẩm số như phim ảnh, báo, âm nhạc,... đã tạo ra một khả năng đủ để sáng tạo ra số lượng lớn sản phẩm. Điều này góp phần kéo dài phần đuôi bên phải của đường cầu, làm tăng sự phổ biến của các loại hàng hóa sẵn có.
2. Sự cắt giảm chi phí mua sắm do việc phổ biến hóa quá trình phân phối kỹ thuật số. Khi mà Internet đã được phổ cập rộng rãi trong đời sống của con người, số lượng khổng lồ các sản phẩm ngách được tiếp cận một cách dễ dàng và rẻ hơn, do đó đẩy nhanh khả năng thanh toán bằng tiền mặt ở phần đuôi. Rẻ hơn đồng nghĩa với tiêu dùng được thúc đẩy, từ đó phần đuôi đường cầu được nâng cao và tăng diện tích so với trục hoành do số lượng tiêu dùng mỗi sản phẩm ngách sẽ tăng lên.
3. Kết nối cung và cầu thông qua các hình thức tìm kiếm sản phẩm từ công cụ tìm kiếm như Google, hộp tìm kiếm trên các trang thương mại điện tử; các trang Web review, đánh giá; các blog chia sẻ kinh nghiệm mua sắm và ý kiến phản hồi của các khách hàng đã mua. Các hình thức này góp phần làm giảm “chi phí tìm kiếm” các sản phẩm ngách. Tìm kiếm dễ dàng với chi phí thấp hơn làm tăng nhu cầu tiêu dùng sản phẩm ngách và phần đuôi đường cầu sẽ được kéo dài thêm sang phải.

## Nghiên cứu học thuật

### Ảnh hưởng của truy cập trực tuyến
Trong bài báo trên tạp chí Wired, Chris Anderson đã trích dẫn nghiên cứu trước đó của Erik Brynjolfsson, Yu (Jeffrey) Hu và Michael D. Smith, người đầu tiên sử dụng đường cong tuyến tính logarit (log-linear curve) trên biểu đồ XY để mô tả mối quan hệ giữa doanh số và thứ hạng bán hàng của Amazon.com. Họ phát hiện ra rằng một tỷ lệ lớn doanh số bán sách của Amazon.com đến từ những cuốn sách tối nghĩa không có sẵn trong các cửa hàng chính thống. Sau đó, họ xác định giá trị tiềm năng mà cái đuôi dài mang lại cho người tiêu dùng. Trong một bài báo xuất bản năm 2003, các tác giả này đã chỉ ra rằng, trong khi hầu hết các cuộc thảo luận về giá trị của Internet đối với người tiêu dùng đều xoay quanh việc Internet đem lại giá cả thấp hơn, lợi ích của người tiêu dùng (còn gọi là thặng dư tiêu dùng) đến từ việc được tiếp cận với nhiều loại sản phẩm trong các cửa hàng sách trực tuyến là lớn gấp 10 lần so với lợi ích của họ từ việc nhận được mức giá trực tuyến thấp hơn. Do đó, giá trị chính của Internet đối với người tiêu dùng đến từ việc đưa ra các nguồn giá trị mới bằng cách cung cấp quyền tiếp cận nhiều loại sản phẩm trong cái đuôi dài.

### Cái đuôi dài hơn theo thời gian
Một nghiên cứu của Erik Brynjolfsson, Yu (Jeffrey) Hu và Michael D. Smith cho thấy cái đuôi dài đã phát triển dài hơn theo thời gian, với những cuốn sách “ngách” (niche books) chiếm tỷ trọng lớn hơn trong tổng doanh số. Các phân tích của họ cho thấy rằng vào năm 2008, niche book chiếm 36,7% doanh thu của Amazon trong khi thặng dư tiêu dùng được tạo ra bởi niche book đã tăng ít nhất năm lần từ năm 2000 đến năm 2008. Ngoài ra, phương pháp mới của họ cho thấy rằng, khi các luật quyền lực (power laws) được sử dụng rộng rãi là một sự ước chừng đầu tiên tốt cho mối quan hệ thứ hạng doanh số, độ dốc có thể không phải là hằng số cho tất cả các thứ hạng sách, mà nó có thể ngày càng dốc hơn đối với các loại sách khó hiểu.
Để hỗ trợ cho những phát hiện của họ, Wenqi Zhou và Wenjing Duan không chỉ phát hiện một cái đuôi dài hơn mà còn là một cái đuôi dày hơn bằng cách phân tích sâu về mô hình tải xuống phần mềm tiêu dùng trong bài báo của họ "Online user reviews, product variety, and the long tail". Nhu cầu cho tất cả các sản phẩm giảm, nhưng mức giảm cho các sản phẩm hàng đầu (hits) rõ rệt hơn, cho thấy nhu cầu chuyển từ các sản phẩm hàng đầu (hits) sang các sản phẩm ngách (niches) theo thời gian. Ngoài ra, họ cũng quan sát một hiệu ứng siêu sao (superstar effect) với sự hiện diện của cái đuôi dài. Một số ít các sản phẩm rất phổ biến vẫn chi phối nhu cầu.

### Tạm biệt nguyên lý Pareto, chào mừng kênh phân phối mới
Trong một bài viết năm 2006 có tiêu đề "Goodbye Pareto Principle, Hello Long Tail", Erik Brynjolfsson, Yu (Jeffrey) Hu và Duncan Simester nhận thấy rằng, bằng cách giảm đáng kể chi phí tìm kiếm, công nghệ thông tin nói chung và thị trường Internet nói riêng có thể tăng đáng kể thị phần chung của các sản phẩm khó tìm, từ đó tạo ra một cái đuôi dài hơn trong phân phối bán hàng.
Họ đã sử dụng một mô hình lý thuyết để cho thấy việc giảm chi phí tìm kiếm sẽ ảnh hưởng như thế nào đến sự tập trung trong doanh số sản phẩm. Bằng cách phân tích dữ liệu được thu thập từ một công ty bán lẻ đa kênh, họ đã cho thấy bằng chứng thực nghiệm rằng kênh Internet thể hiện phân phối bán hàng ít tập trung hơn đáng kể, khi so sánh với các kênh truyền thống. Quy tắc 80/20 phù hợp với việc phân phối doanh số sản phẩm trong kênh bán hàng qua catalog khá tốt, nhưng trên Internet, quy tắc này cần được sửa đổi thành quy tắc 72/28 để phù hợp với phân phối doanh số sản phẩm trong kênh đó.

### Những tác nhân phía cầu và phía cung
Tác nhân chính bên cung cấp quyết định việc phân phối bán hàng có cái đuôi dài hay không là chi phí lưu trữ và phân phối hàng tồn kho. Khi chi phí lưu trữ và phân phối hàng tồn kho không đáng kể, việc bán các sản phẩm tương đối không phổ biến (niches) sẽ trở nên khả thi về mặt kinh tế; tuy nhiên, khi chi phí lưu trữ và phân phối cao, chỉ những sản phẩm phổ biến nhất (hits) mới có thể được bán. Ví dụ, một cửa hàng cho thuê phim truyền thống có không gian hạn chế và phải tiêu tốn nhiều chi phí hoạt động cho không gian ấy; để tối đa hóa lợi nhuận của mình, nó phải chỉ lưu trữ những bộ phim phổ biến nhất để đảm bảo rằng không có không gian kệ bị lãng phí. Bởi vì nhà cung cấp dịch vụ cho thuê video trực tuyến (như Amazon.com hoặc Netflix) dự trữ phim trong kho tập trung (centralized warehouses), chi phí lưu trữ của nó thấp hơn nhiều và chi phí phân phối của nó là như nhau cho một bộ phim phổ biến hoặc không phổ biến. Do đó, nó có thể xây dựng một doanh nghiệp khả thi trong việc dự trữ một phạm vi phim rộng hơn nhiều so với một cửa hàng cho thuê phim truyền thống. Các tính kinh tế của việc lưu trữ và phân phối sau đó cho phép sử dụng thuận lợi phần đuôi dài: ví dụ, Netflix thấy rằng trong các phim tổng hợp, "không phổ biến" được thuê nhiều hơn các phim phổ biến.
Một bài báo trên tạp chí MIT Sloan Management Review có tiêu đề "From Niches to Riches: Anatomy of the Long Tail" đã nghiên cứu cái đuôi dài từ cả phía cung và phía cầu và xác định một số tác nhân chính. Về phía cung ứng, các tác giả chỉ ra cách kho lưu trữ tập trung, mở rộng của các nhà bán lẻ điện tử (e-tailers) cho phép cung cấp nhiều dịch vụ hơn, do đó giúp họ có thể phục vụ thị hiếu đa dạng hơn.
Về phía nhu cầu, các công cụ như công cụ tìm kiếm, phần mềm đề xuất và công cụ lấy mẫu đang cho phép khách hàng tìm sản phẩm bên ngoài khu vực địa lý của họ. Các tác giả cũng hướng tới tương lai để thảo luận về các hiệu ứng khuếch đại bậc hai của cái đuôi dài, bao gồm cả sự tăng trưởng của các thị trường phục vụ các ngách nhỏ hơn.
Tuy nhiên, không phải tất cả các hệ thống đề xuất đều như nhau, khi nói đến việc mở rộng cái đuôi dài. Một số người giới thiệu có thể thể hiện sự thiên vị đối với các sản phẩm phổ biến, tạo phản hồi tích cực và thực sự giảm cái đuôi dài. Một nghiên cứu của Wharton mô tả chi tiết hiện tượng này cùng với một số ý tưởng có thể thúc đẩy cái đuôi dài và đa dạng hơn.
Một nghiên cứu gần đây được thực hiện bởi Wenqi Zhou và Wenjing Duan chỉ ra rằng yếu tố phía cầu (đánh giá của người dùng trực tuyến) và yếu tố phía cung (sự đa dạng sản phẩm) tác động đến sự hình thành cái đuôi dài của sự lựa chọn người dùng. Sự phụ thuộc của người tiêu dùng vào đánh giá của người dùng trực tuyến để lựa chọn sản phẩm bị ảnh hưởng đáng kể bởi số lượng sản phẩm có sẵn. Cụ thể, họ thấy rằng tác động của cả đánh giá của người dùng tích cực và tiêu cực đều bị suy yếu khi sự đa dạng của sản phẩm tăng lên. Ngoài ra, sự gia tăng đa dạng sản phẩm làm giảm tác động của đánh giá của người dùng đối với các sản phẩm phổ biến nhiều hơn so với các sản phẩm niche.

### Mạng lưới, đám đông và cái đuôi dài
"Đám đông" khách hàng, người dùng và các công ty nhỏ trú ngụ trong phân phối đuôi dài có thể thực hiện công việc hợp tác và phân công. Một số hình thức liên quan của các mô hình sản xuất mới này là:
1. Các nhóm cộng tác peer-to-peer tạo ra phần mềm nguồn mở hoặc tạo các wiki như Wikipedia.
2. Mô hình Crowdsourcing, trong đó một công ty thuê ngoài làm việc với một nhóm lớn người tham gia thị trường sử dụng nền tảng hợp tác trực tuyến.
3. Mô hình Crowdcasting, là quá trình xây dựng một mạng lưới người dùng và sau đó đưa ra những thách thức hoặc nhiệm vụ cần giải quyết với mục đích đạt được những hiểu biết hoặc ý tưởng sáng tạo.
4. Công việc được thực hiện bởi các cá nhân trong các mạng phi thị trường, được mô tả trong tác phẩm của Yochai Benkler.[9]

## Tác động đến văn hóa và chính trị
Cái đuôi dài có ý nghĩa quan trọng đối với cả văn hóa lẫn chính trị. Khi chi phí cơ hội của việc lưu trữ và phân phối hàng tồn kho cao, chỉ có các sản phẩm phổ biến nhất được bán ra. Nhưng khi cái đuôi dài hoạt động, thị hiếu thiểu số trở nên có sẵn và các cá nhân được các nhà cung cấp đưa ra nhiều sản phẩm với một loạt các lựa chọn. Đuôi dài tạo cơ hội cho các nhà cung cấp khác nhau để giới thiệu sản phẩm trong mỗi danh mục thích hợp. Những khuyến khích đa dạng hóa sản phẩm. Những sản phẩm thích hợp này mở ra cơ hội cho các nhà cung cấp đáp ứng đồng thời nhu cầu của nhiều cá nhân - do đó kéo dài phần đuôi của đuôi dài. Trong các tình huống mà mức độ phổ biến hiện được xác định bởi mẫu số chung thấp nhất, một mô hình đuôi dài có thể dẫn đến sự cải thiện về trình độ văn hóa của xã hội. Các cơ hội phát sinh do cái đuôi dài ảnh hưởng lớn đến văn hóa - xã hội vì các nhà cung cấp có khả năng lưu trữ vô hạn và việc nhu cầu không thể được đáp ứng trước khi cái đuôi dài được hiện thực hóa. Vào cuối đuôi dài, mô hình kinh doanh tạo ra lợi nhuận thường chấm dứt tồn tại; thay vào đó, mọi người có xu hướng đưa ra các sản phẩm vì nhiều lý do như sự thể hiện hơn là lợi ích tiền tệ. Theo cách này, cái đuôi dài mở ra một không gian rộng lớn cho các tác phẩm sáng tạo đích thực.

### Đa dạng văn hóa
Truyền hình là một ví dụ điển hình cho điều này: Chris Anderson định nghĩa chiếc đuôi dài của truyền hình trong bối cảnh "nội dung không có sẵn thông qua các kênh phân phối truyền thống nhưng vẫn có thể tìm thấy khán giả." Do đó, sự ra đời của các dịch vụ như truyền hình trên yêu cầu (Video on demand - VOD), trả tiền cho mỗi lượt xem (Pay-per-view) và thậm chí các dịch vụ thuê bao cáp cao cấp như HBO và Showtime mở ra cơ hội cho nhiều nội dung thích hợp tiếp cận với đúng đối tượng, trong một phương tiện đại chúng. Những điều này có thể không phải lúc nào cũng thu hút được lượng người xem cao nhất, nhưng các mô hình phân phối kinh doanh của họ làm cho điều đó ít quan trọng hơn. Khi chi phí cơ hội giảm, sự lựa chọn các chương trình TV tăng lên và sự đa dạng văn hóa cũng đồng thời tăng lên.

### Phân phối nội dung độc lập
Thường được trình bày như một hiện tượng được quan tâm chủ yếu của các nhà bán lẻ trên thị trường đại chúng và các doanh nghiệp dựa trên nền tảng Web, đuôi dài cũng có ý nghĩa quan trọng đối với các nhà sản xuất nội dung, đặc biệt là những người có sản phẩm không thể tìm được một vị trí trong các kênh phân phối thông tin trước khi Internet xuất hiện và bị kiểm soát bởi các nhà xuất bản sách, công ty thu âm, hãng phim và mạng lưới truyền hình - vì lý do kinh tế.
Theo góc nhìn từ phía các nhà sản xuất, cái đuôi dài có thể tạo ra sự sáng tạo trên mọi lĩnh vực của con người. Ví dụ như YouTube, nơi hàng ngàn video đa dạng - có nội dung, giá trị sản xuất và không phổ biến khiến chúng có thể không phù hợp với truyền hình truyền thống -  có thể dễ dàng truy cập đối với nhiều người xem.

### Văn học đương đại
Sự giao thoa giữa tiếp thị lan truyền (Viral Marketing), cộng đồng trực tuyến (Online Community) và các công nghệ mới hoạt động trong "cái đuôi dài" của người tiêu dùng và doanh nghiệp được mô tả trong tiểu thuyết của William Gibson, Pattern Recognition.

### Ứng dụng quân sự và bảo mật
Trong tư duy quân sự, John Robb đã áp dụng cái đuôi dài cho sự phát triển của các phong trào nổi dậy và khủng bố, cho thấy sự phát triển của công nghệ và các mạng lưới tạo điều kiện phát triển cái đuôi dài của tội phạm và các nhóm bất mãn chống phá quốc gia và có cơ hội chiến thắng.
Trong “Long Tail of national security”, John Robb đã nhận xét rằng theo truyền thống, chiến tranh (sự thay đổi bằng bạo lực) đã bị hạn chế trong các quốc gia dân tộc, trừ một số trường hợp cá biệt. Tình trạng độc quyền kiểm soát bạo lực của mỗi quốc gia đang bị xuống dốc do chịu tác động của ba xu hướng:
- Sự phổ biến của các công cụ chiến tranh. Những kẻ bạo lực nhánh (các băng đảng) hiện nay có khả năng gây chiến nhờ mặt trái của toàn cầu hóa. Chỉ cần những vật dụng đơn giản như dao, lớn hơn là máy bay mà một vài người có thể làm nên một vụ khủng bố.
- Tình trạng nguy hiểm lan rộng do các nhà sản xuất vũ khí nhánh gây ra. Việc này đã biến các cuộc tấn công với chi phí thấp thành những sự kiện nổi bật.
- Sự gia tăng các hình thức truyền bá. Từ đó, khiến các nhóm dễ truyền tải tư tưởng của họ đến nhiều đối tượng khác nhau và tìm kiếm thêm nhiều thành viên mới; hay có thể phối hợp với các nhóm (đồng minh) khác.